# Sobarocephala interrupta
Sobarocephala interrupta is een vliegensoort uit de familie van de Clusiidae. De wetenschappelijke naam van de soort is voor het eerst geldig gepubliceerd in 1974 door Sabrosky and Steyskal.